# Symphysanodontidae
Famille
Les Symphysanodontidae sont une famille de poissons marins de l'ordre des Perciformes.

## Description
Il s'agit de poissons de petite taille (de 8,6 à 20 cm selon les espèces) vivant généralement à de grandes profondeurs (de -155 à −640 m pour S. octoactinus).

## Taxonomie
Selon les sources, cette famille est attribuée à Masao Katayama (d) en 1984 ou à Cheng-Sheng Lee en 1989, paramètre de Bioref « uBIO » non reconnu .

## Liste des genres et espèces
Selon FishBase (23 novembre 2019) :
- genre Cymatognathus[4]
  - Cymatognathus aureolateralis Kimura, Johnson, Peristiwady & Matsuura, 2017
- genre Symphysanodon
  - Symphysanodon andersoni Kotthaus, 1974
  - Symphysanodon berryi Anderson, 1970
  - Symphysanodon disii Khalaf & Krupp, 2008
  - Symphysanodon katayamai Anderson, 1970
  - Symphysanodon maunaloae Anderson, 1970
  - Symphysanodon mona Anderson & Springer, 2005
  - Symphysanodon octoactinus Anderson, 1970
  - Symphysanodon parini Anderson & Springer, 2005
  - Symphysanodon pitondelafournaisei Quéro, Spitz & Vayne, 2009
  - Symphysanodon rhax Anderson & Springer, 2005
  - Symphysanodon typus Bleeker, 1878
  - Symphysanodon xanthopterygion Anderson & Bineesh, 2011